# مقاطعة بارما

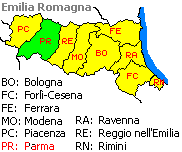
خريطة مقاطعة بَرمة

مقاطعة بَرمة أو بَرْمَا أو (نقحرة: بارْما) (بالإيطالية: Provincia di Parma)‏، مقاطعة شمال إيطاليا في إقليم إميليا رومانيا، عدد سكانها 420.056 نسمة ومساحتها 3449 كيلومتر مربع وبها 47 مدينة وبلدة وعاصمتها مدينة بَرمة، يحدها شمالا إقليم لُمبردية عند مقاطعة كرمونة ومقاطعة منتوة، من الشرق مقاطعة ريدجو إميليا، ومن الجنوب إقليم تُسكانة عند مقاطعة ماسا كرارا وإقليم لِغُرية عند مقاطعة لا سبيتسيا ومقاطعة جنوة، ومن الغرب مقاطعة بيَشِنزة.

## أهم المدن
- Parma برمة 177,069 نسمة.
- Fidenza فِدنزة 23.957 نسمة.
- Salsomaggiore Terme سالسومادجوري تيرمي 19.500 نسمة.